# Koprivnica (Koprivnica-Križevci)
Pour les articles homonymes, voir Koprivnica.
Koprivnica (en allemand, Kopreinitz en hongrois, Kapronca) est une ville et une municipalité située au nord-est de la Croatie centrale, en Croatie. Elle est le chef-lieu du Comitat de Koprivnica-Križevci. Au recensement de 2001, la municipalité comptait 30 994 habitants, dont 94,76 % de Croates et la ville seule comptait 24 809 habitants.

## Histoire
Depuis le Traité de Karlowitz (1699) jusqu'en 1918, la ville (nommée KOPREINITZ) fait partie de la monarchie autrichienne (empire d'Autriche), dans la province de Croatie-Slavonie en 1850. Après le compromis de 1867, elle est intégrée au Royaume de Croatie-Slavonie dans la Transleithanie, dépendant du Royaume de Hongrie. Elle est nommée KOPRIVNICA depuis 1871.
Lors de la Seconde Guerre mondiale, les Croates Oustachis y construisent le (en) camp de concentration de Danica où plusieurs centaines de prisonniers seront assassinés.

## Localités
La municipalité de Koprivnica compte 9 localités :
| - Bakovčica - Draganovec - Herešin - Jagnjedovec - Koprivnica | - Kunovec Breg - Reka - Starigrad - Štaglinec |

## Personnalités
- Bruno Bogojević (1998-), footballeur croate, est né à Koprivnica.